# Coppa del Re dei Campioni 2020-2021
La Coppa del Re dei Campioni 2020-2021 è stata la 46ª edizione della Coppa del Re dei Campioni. Il torneo è iniziato il 16 dicembre 2020 e si è conclusa il 27 maggio 2021. A trionfare è stato per la prima volta l'Al-Faisaly.

## Formula
La competizione si è svolta ad eliminazione diretta in gara unica, e vi hanno preso parte le sedici squadre della Lega saudita professionistica 2020-2021.
Il club vincitore ha ottenuto un posto per la fase a gironi della AFC Champions League 2022.

## Risultati

### Ottavi di finale
| Squadra 1        | Risultato         | Squadra 2    |
| ---------------- | ----------------- | ------------ |
| 16 dicembre 2020 |                   |              |
| Damac            | 1 – 2             | Al-Taawoun   |
| Al-Qadisiya      | 1 – 0             | Al-Shabab    |
| Al-Nassr         | 2 – 0             | Al-Ra'ed     |
| 17 dicembre 2020 |                   |              |
| Al-Batin         | 3 – 0             | Abha         |
| Al-Ettifaq       | 0(8) – 0(9) (dtr) | Al-Faisaly   |
| Al-Hilal         | 0 – 2             | Al-Fateh     |
| Al-Wahda         | 0 – 3             | Al-Ittihad   |
| Al-Ahli          | 0 – 2             | Al-Ain Saudi |

### Quarti di finale
| Squadra 1     | Risultato   | Squadra 2    |
| ------------- | ----------- | ------------ |
| 15 marzo 2021 |             |              |
| Al-Batin      | 1 – 2       | Al-Faisaly   |
| Al-Taawoun    | 2 – 1       | Al-Qadisiya  |
| 16 marzo 2021 |             |              |
| Al-Nassr      | 3 – 0       | Al-Ain Saudi |
| Al-Ittihad    | 1 – 2 (dts) | Al-Fateh     |

### Semifinali
| Squadra 1     | Risultato | Squadra 2  |
| ------------- | --------- | ---------- |
| 4 aprile 2021 |           |            |
| Al-Taawoun    | 3 – 2     | Al-Fateh   |
| Al-Nassr      | 0 – 1     | Al-Faisaly |

### Finale
| Arbitro: | Szymon Marciniak |

|                             |           |                                |
| Tawamba 14’ Kaku 45’ (rig.) | Marcatori | 40’ (rig.), 60’, 90+3’ Tavares |